# شعية أوروبية
شعية أوروبية (الاسم العلمي: Actinomyces europaeus) هي نوع من البكتيريا يتبع جنس الشعية الفطرية من فصيلة شعاوية.